# Midori: The Camellia Girl
Midori: The Camellia Girl (少女椿 - Shôjo tsubaki) è un film del 2016, scritto e diretto dalla regista giapponese Torico e basato sull'omonimo manga di Suehiro Maruo.
Il film prende particolare ispirazione dal precedente riadattamento cult del 1992 Midori diretto da Hiroshi Harada. Per via delle scene di nudo e sessualmente esplicite venne distribuito per canali dedicati a prodotti erotici o pornografici, oltre che dal proprio sito ufficiale.

## Trama
Midori è una giovane orfana che, costretta dalla povertà, accetta di lavorare per un circo itinerante; il suo sogno è quello di diventare un'attrice ma vista la situazione precaria decide velocemente di abbandonare quel sogno; oltretutto, per aver tentato il suicidio, è stata radiata dall'istruzione. Ora la giovane è costretta a vivere in uno stato perenne di sottomissione: fra abusi sessuali e violenze gratuite da parte dei suoi colleghi circensi.
Il circo però non gode di un buon periodo economico e decide quindi di farsi aiutare da un mago di fama internazionale in grado di infilarsi interamente all'interno di una bottiglia per riprendersi dalla crisi; questi però si innamora subito della giovane e costringe la direzione a permettergli di sposarla, cosa che comunque non avverrà prima del recupero finanziario dell'attività.
Dopo uno spettacolo andato particolarmente bene grazie alla novità proposta, gli artisti messi in ombra dal numero di magia sfogano le proprie frustrazioni su Midori, questa viene però salvata dal mago che riesce ad illuderli che la ragazza sia divenuta una gigante; impauriti dalle capacità illusionistiche del mago, tutti gli artisti decidono di lasciarla vivere in pace.
Il ragazzo fasciato (conosciuto come La Mummia Senza Braccia) però è davvero innamorato di lei e non accetta che il mago la stia portando lontano da lui, così decide di confessare il suo amore ma inconsapevole di essere spiato; il mago, non apprezzando le avance alla propria promessa, lo uccide costringendolo a mangiare del fango. Midori però conosce la verità e non riesce ad accettare la natura dell'unico essere che la difende in mezzo a tutto quell'odio. Midori viene nuovamente bersagliata, questa volta dal giovane ermafrodita che vedendo in lei una rivale tenta di ucciderla ma viene fermato in tempo dall'illusionista e picchiato selvaggiamente.
A Midori viene offerto finalmente un ruolo da protagonista per un film, per la prima volta gli artisti circensi sono veramente felici per lei e le consigliano di partire, sfortunatamente il mago non è dello stesso avviso e la costringe a rifiutare il ruolo e a rimanere con loro nel circo imprigionandola.
La situazione lo porta in uno stato di agitazione incontrollata che non gli permette di eseguire il suo numero correttamente, così sfoga le sue frustrazioni sul pubblico pagante convincendoli di subire deformazioni mostruose ai propri corpi e costringendoli poi a pagare per tornare normali.
Il circo viene costretto ad abbandonare la città dalle forze dell'ordine dopo diverse denunce da parte degli spettatori, ma il mago responsabile decide di licenziarsi portando con se la giovane Midori, finalmente i due possono sposarsi e vivere felici e contenti.
Il giorno dopo due donne vestite di nero si presentano al circo chiedendo del mago affermando che si tratti in realtà di un assassino estremamente violento e pericoloso, così irrompono nel tendone e lo arrestano portandosi via in realtà l'uomo bruco camuffato tramite l'illusionismo; intanto il padrone è fuggito insieme ad uno dei suoi pagliacci con una borsa piena di soldi che in realtà si riveleranno essere dei fiori di carta camuffati anche loro dal mago. Il mago porta Midori a Tokyo e la fa entrare nell'industria cinematografica rendendola finalmente una stella, finendo addirittura su dei giornali scandalistici in pose provocanti. 
Al termine delle riprese del suo ultimo film però il mago pare non sopportare più lo stress e finisce a terra stremato morendo davanti agli occhi di Midori che voltandosi vede tutti i suoi vecchi aguzzini (compreso lo stesso marito) ridere di lei mentre svaniscono nel nulla.

## Curiosità
Il film non è da considerarsi una trasposizione ufficiale del manga del 1984 essendo molto più simile al cult del 1992 , infatti vengono mantenuti gli stessi ritmi narrativi e omesse le stesse scene tagliate. La maggior parte degli attori erano già attivi nell'industria televisiva nipponica con brevi apparizioni nell'industria erotica, dei vari partecipanti alle riprese solo Shunsuke Kazama è particolarmente conosciuto.
Shunsuke Kazama che qui interpreta Wanda, l'ermafrodita del gruppo, è principalmente conosciuto per aver prestato la voce a Yugi Mutō nell'anime Yu-Gi-Oh!.